# Артёменков, Николай Дмитриевич
Николай Дмитриевич Артёменков (8 августа 1923, дер. Дворищи, Витебская губерния — 27 ноября 1990, дер. Александрово, Псковская область) — командир сапёрного отделения 661-го стрелкового полка 200-й стрелковой дивизии, старшина — на момент представления к награждению орденом Славы 1-й степени.

## Биография
Родился 8 августа 1923 года в деревне Дворищи (ныне — Пустошкинского района Псковской области; по другим данным — в деревне Барсуки). В 1935 году окончил 4 класса сельской школы. Работал в колхозе имени В. И. Ленина.
В начале Великой Отечественной войны остался на оккупированной территории. В январе 1942 года вступил в партизанский отряд № 128 Второй Калининской партизанской бригады. Участвовал в засадах, минировал дороги, взрывал мосты. В одном из боёв был тяжело ранен и самолётом был эвакуирован на большую землю. Лечился в тыловом госпитале.
В марте 1944 года был призван в Красную Армию. С апреля того же года участвовал в боях с захватчиками в составе 661-го стрелкового полка 200-й стрелковой дивизии, был сапёром. В составе этой части прошёл до конца войны.
В наступательных боях в начале июля 1944 года при форсировании рек Дрисса и Сарьянка красноармеец Артёменков в составе взвода своевременно и грамотно оборудовал переправы, был награждён медалью «За отвагу».
26 июля 1944 года северо-восточнее города Даугавпилс был ранен, но после перевязки вернулся в строй. 31 июля со взводом обеспечил переправу войск через реку Дубна, чем способствовал выполнению боевой задачи.
Приказом по частям 200-й стрелковой дивизии от 15 августа 1944 года красноармеец Артёменков Николай Дмитриевич награждён орденом Славы 3-й степени.
В наступательных боях 16-19 октября 1944 в Латвии сержант Артёменков под огнём противника сделал проход в проволочном заграждении шириной до 48 метров, извлёк 56 противотанковых мин и 5 фугасов. Обеспечил продвижение вперед стрелковой роты.
Приказом по войскам 22-й армии от 30 ноября 1944 года сержант Артёменков Николай Дмитриевич награждён орденом Славы 2-й степени.
29 апреля 1945 года в боях за город Фюрстенберг старшина Артёменков со своим отделением под огнём противника разминировал подходы к мосту через реку Хафель. Сапёры разобрали подожженный фашистами мост и в кратчайшие сроки навели переправу для переброски войск и техники. Своими действиями способствовали продвижению наших войск.
Указом Президиума Верховного Совета СССР от 29 июня 1945 года за образцовое выполнение заданий командования на фронте борьбы с немецкими захватчиками и проявленные при этом доблесть и мужество старшина Артёменков Николай Дмитриевич награждён орденом Славы 1-й степени. Стал полным кавалером ордена Славы.
В 1947 году был демобилизован. Вернулся на родину. Жил в деревне Дуброво Идрицкого района Псковской области, затем в деревне Александрово Себежского района той же области. Трудился в райфинотделе, райзаготпромкомбинате, в колхозе «На страже Октября».
Скончался 27 ноября 1990 года. Похоронен на кладбище деревни Сутоки Себежского района Псковской области.
Награждён орденом Отечественной войны 1-й степени, Красной Звезды, Славы 1-й, 2-й и 3-й степеней, медалями, в том числе медалью «За отвагу».